# Bakliyya
Els bakliyya (també buraniyya) fou una secta musulmana dissident, associada als càrmates.
La va formar Abu Hatim vers el 907/908, el qual va prohibir els alls, els porros, i els naps i matar animals, i va abolir les pràctiques religioses. La secta es va revoltar a Kufa i Wasit sota diferents caps, sent els més coneguts Masud ibn Hurayth i Isa ibn Musa (nebot d'Abdan) vers el 928/928, aprofitant l'expedició a l'Eufrates d'Abu Tahir. La seva bandera era blanca amb inscripcions alcoràniques que recordaven l'alliberament dels israelites de l'opressió dels faraons; van obtenir alguns èxits inicials però foren vençuts per Harun ibn Gharib, general del califa al-Muqtadir (908-932).